# 柴島駅
柴島駅（くにじまえき）は、大阪府大阪市東淀川区柴島二丁目にある、阪急電鉄千里線の駅。駅番号はHK-87。難読駅として知られている。

## 概要
柴島浄水場を挟んで阪急京都本線崇禅寺駅が至近に存在する。2025年（令和7年）現在、高架化工事中である。
阪急電鉄の支線の中間駅では唯一、通常ダイヤにおける通過列車の設定がある。

## 歴史
- 1925年（大正14年）10月15日：新京阪鉄道の天神橋駅（現在の天神橋筋六丁目駅） - 淡路駅間延伸と同時に開業[2]。
- 1930年（昭和5年）9月15日：会社合併に伴い京阪電気鉄道新京阪線の駅となる[2]。
- 1943年（昭和18年）10月1日：会社合併に伴い京阪神急行電鉄[3]の駅となる[2]。
- 1949年（昭和24年）12月1日：新京阪線が京都本線に改称され、当駅もその所属となる[2]。
- 1959年（昭和34年）2月18日：天神橋駅 - 淡路駅間が千里山線に編入され、当駅もその所属となる[2]。
- 1967年（昭和42年）3月1日：千里山線が千里線に改称され、当駅もその所属となる[2]。
- 2013年（平成25年）12月21日：駅ナンバリングが導入され、使用を開始[4][5]。
- 2023年（令和5年）3月9日：自動改札機のみの西口改札口を供用開始。

## 駅構造
相対式ホーム2面2線を有する地上駅。分岐器や絶対信号機を持たないため、停留所に分類される。駅舎（2023年（令和5年）3月以降は東口）は天下茶屋方面行ホームにあり、反対側の北千里方面行きのホームへは天下茶屋寄りの跨線橋で連絡している。北千里方面行ホームは幅が狭い。

### のりば
| 号線 | 路線    | 方向 | 行先                                                           |
| ---- | ------- | ---- | -------------------------------------------------------------- |
| 1    | ■千里線 | 上り | 北千里・高槻市・京都河原町・嵐山・大阪梅田・神戸三宮・宝塚方面 |
| 2    | ■千里線 | 下り | 天神橋筋六丁目・動物園前・天下茶屋方面                         |

※ 実際には構内にのりば番号表記はないが、スマートフォン向けアプリ「阪急沿線ナビ TOKKアプリ」の発車案内機能では、上りが1号線、下りが2号線と表示される。駅舎側のホームが2号線である。
基本的に千里線直通の北千里駅発着系統と京都本線直通の高槻市駅発着系統が交互に停車する形となっている。そのため、直通列車に乗車ができなくても、北隣の淡路駅で普通列車同士が対面接続するダイヤが組まれており、同駅乗り換えで目的の方向へ行けるように便宜が図られている。これは南隣の天神橋筋六丁目駅はもちろん、さらには相互乗り入れ先の地下鉄堺筋線各駅についても同様である。

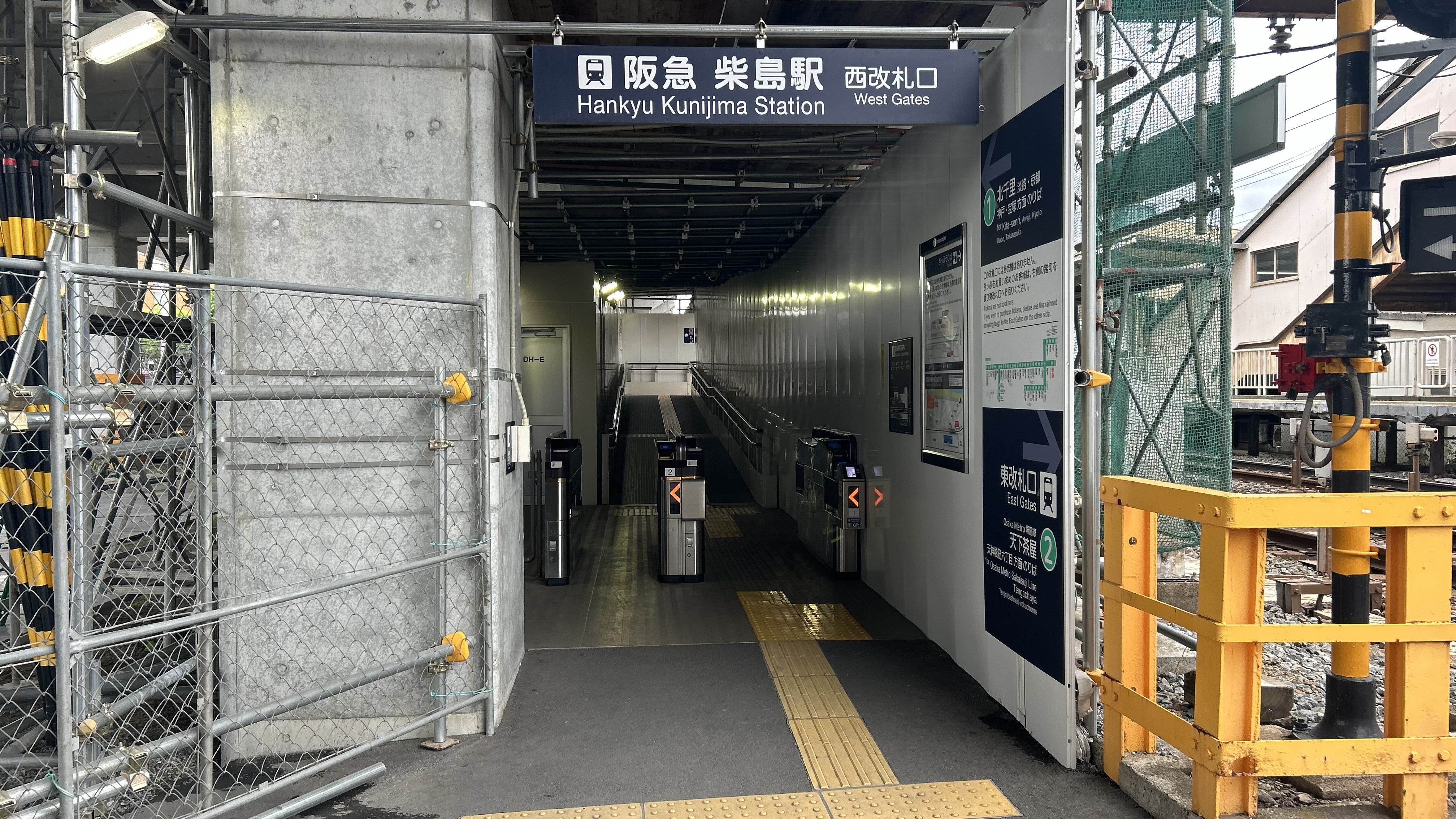
西口（2025年5月）
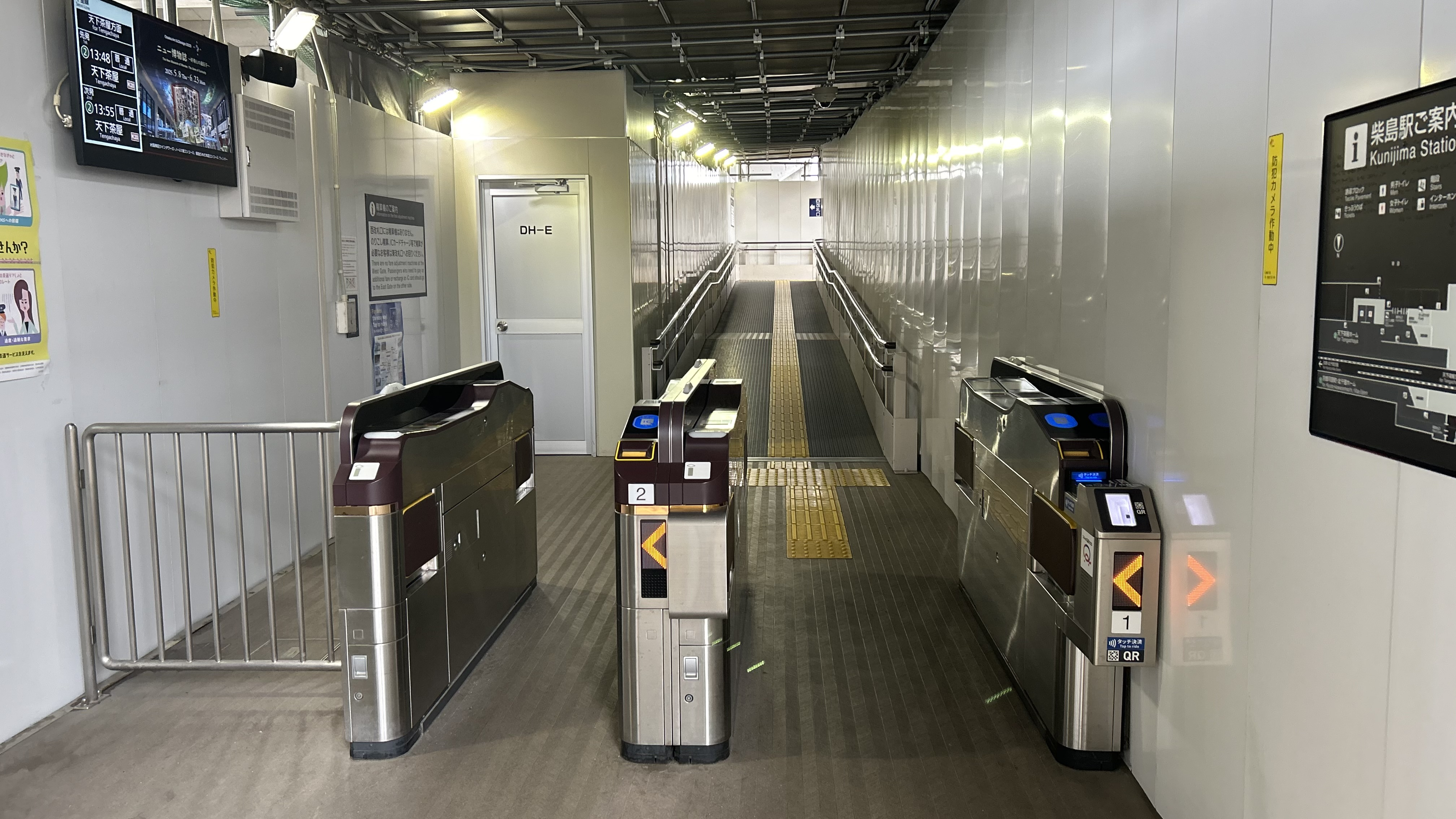
西改札口（2025年5月）
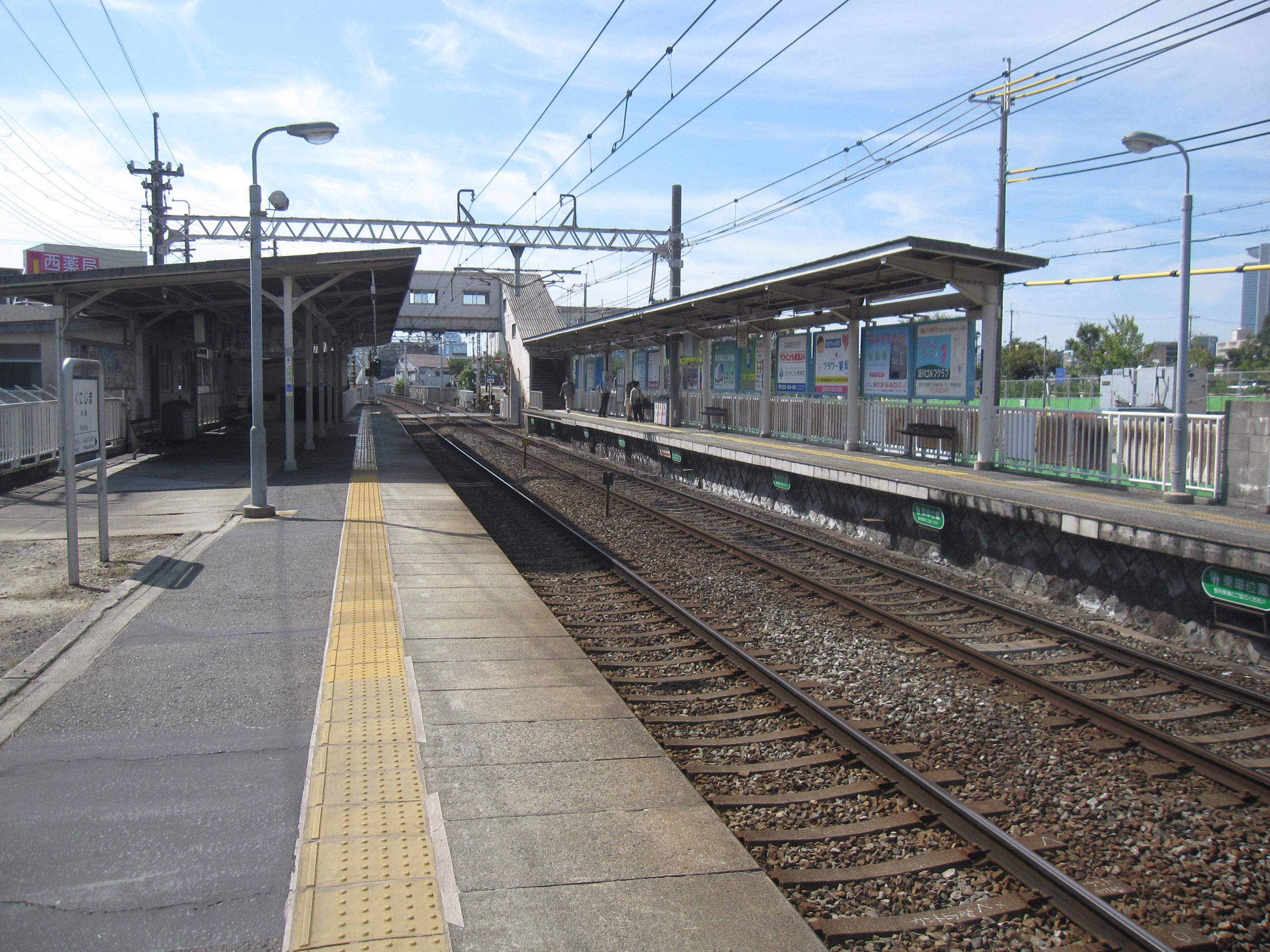
高架化工事前のホーム（2012年10月）
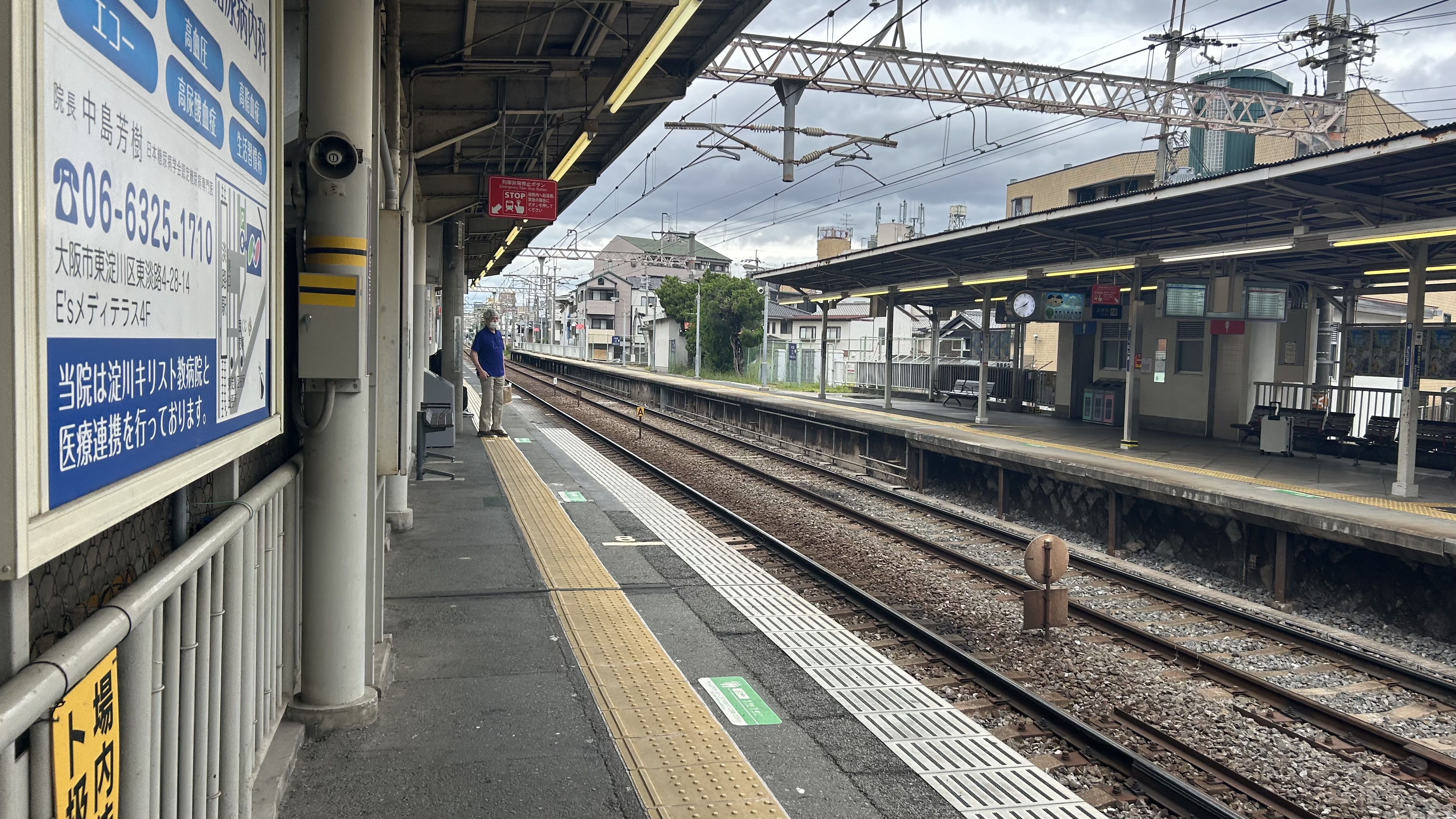
淡路方面ホーム（2025年5月）
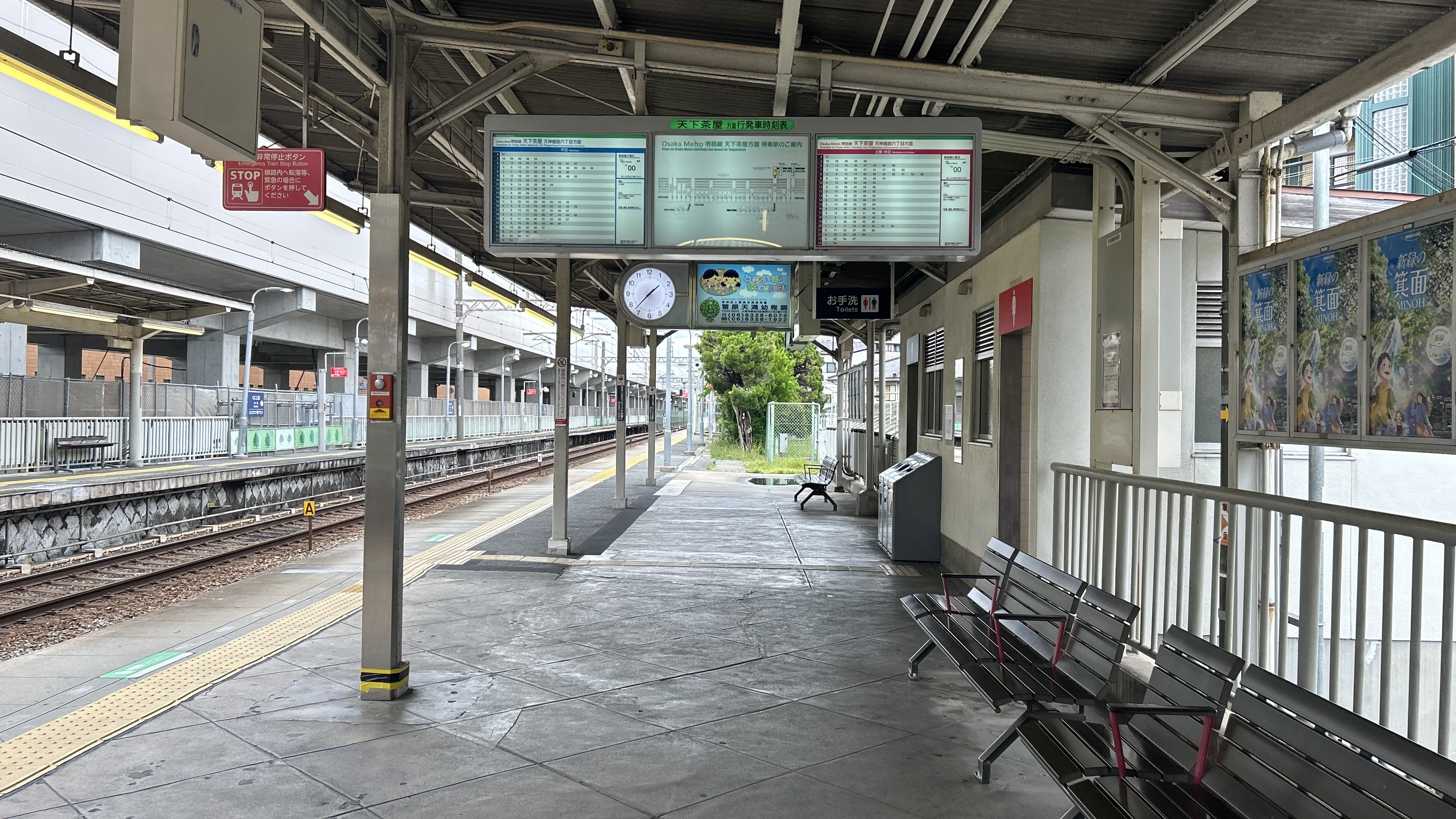
天神橋筋六丁目方面ホーム（2025年5月）
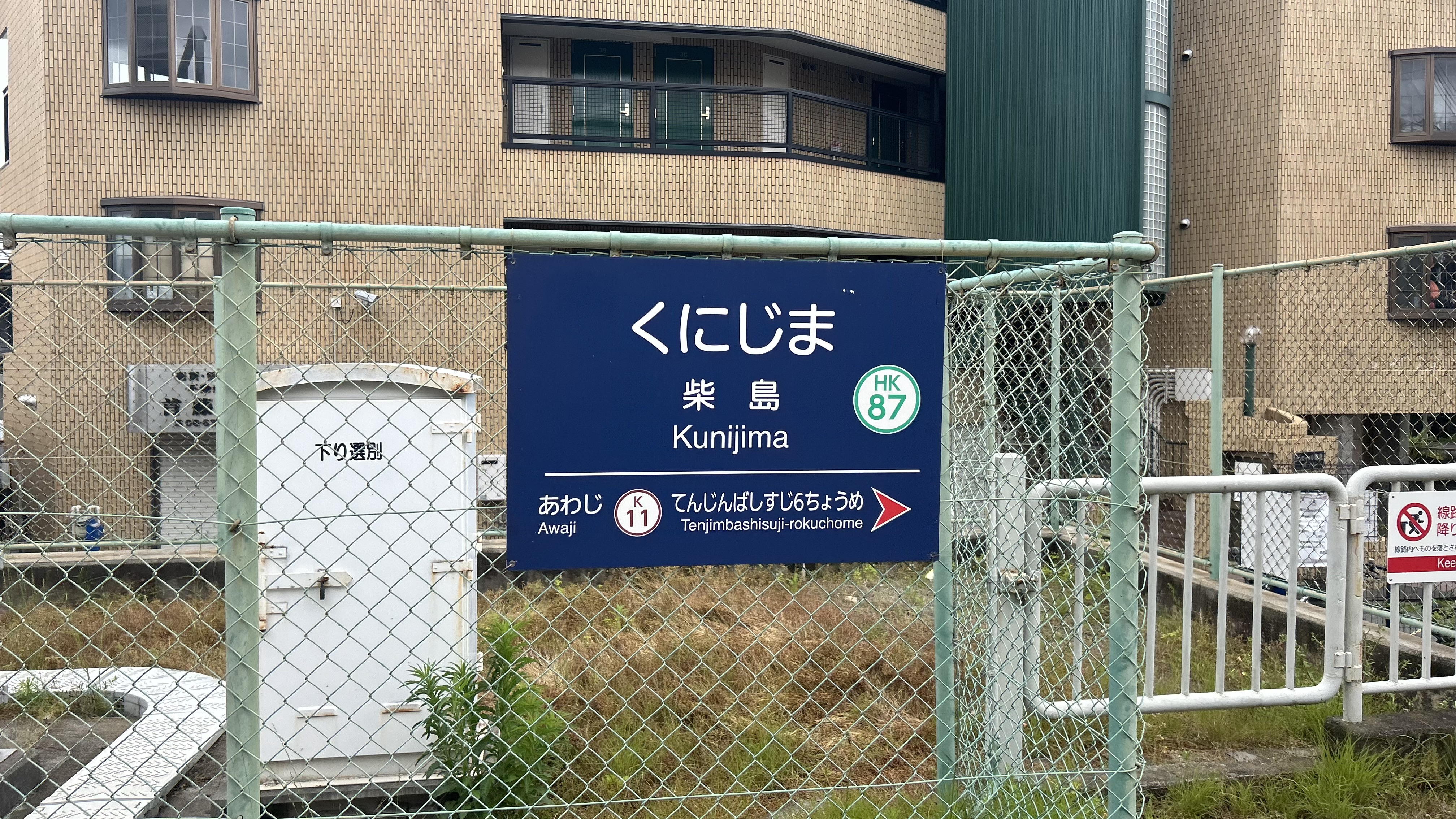
駅名標

## 利用状況
2024年（令和6年）次の通年平均乗降人員は4,446人である。阪急電鉄全駅（86駅）中では85位で、阪神国道駅に次いで2番目に少ない。京都線系統では最少。

### 年次別利用状況
各年次の乗降人員の推移は下表の通り。
| 年度               | 乗降人員 | 増減率 | 順位 | 出典       |
| ------------------ | -------- | ------ | ---- | ---------- |
| 2017年（平成29年） | 4,500    |        | 85位 | [ 阪急 1 ] |
| 2018年（平成30年） | 4,596    | 2.1%   | 85位 | [ 阪急 2 ] |
| 2019年（令和元年） | 4,602    | 0.1%   | 85位 | [ 阪急 3 ] |
| 2020年（令和02年） | 3,707    | -19.4% | 84位 | [ 阪急 4 ] |
| 2021年（令和03年） | 3,751    | 1.2%   | 84位 | [ 阪急 5 ] |
| 2022年（令和04年） | 3,883    | 3.5%   | 85位 | [ 阪急 6 ] |
| 2023年（令和05年） | 4,170    | 7.4%   | 85位 | [ 阪急 7 ] |
| 2024年（令和06年） | 4,446    | 6.6%   | 85位 | [ 統計 1 ] |

### 年度別利用状況
各年度の1日あたりの利用状況は下表の通り。特定日の利用者数は大阪府統計年鑑、1日平均乗車人員は大阪市統計書による。
| 年度               | 特定日   | 特定日   | 特定日   | 1日平均 乗車人員 | 出典          | 出典         |
| 年度               | 乗車人員 | 降車人員 | 乗降人員 | 1日平均 乗車人員 | 大阪府        | 大阪市       |
| ------------------ | -------- | -------- | -------- | ---------------- | ------------- | ------------ |
| 1966年（昭和41年） | 3,098    | -        | -        | -                | [ 大阪府 1 ]  | -            |
| 1967年（昭和42年） | 3,106    | -        | -        | -                | [ 大阪府 2 ]  | -            |
| 1968年（昭和43年） | 2,989    | -        | -        | -                | [ 大阪府 3 ]  | -            |
| 1969年（昭和44年） | 2,537    | -        | -        | -                | [ 大阪府 4 ]  | -            |
| 1970年（昭和45年） | 3,057    | -        | -        | -                | [ 大阪府 5 ]  | -            |
| 1971年（昭和46年） | 3,035    | -        | -        | -                | [ 大阪府 6 ]  | -            |
| 1972年（昭和47年） | 3,079    | -        | -        | -                | [ 大阪府 7 ]  | -            |
| 1973年（昭和48年） | 3,036    | -        | -        | -                | [ 大阪府 8 ]  | -            |
| 1974年（昭和49年） | 2,775    | -        | -        | -                | [ 大阪府 9 ]  | -            |
| 1975年（昭和50年） | 3,009    | -        | -        | -                | [ 大阪府 10 ] | -            |
| 1976年（昭和51年） | 2,738    | -        | -        | -                | [ 大阪府 11 ] | -            |
| 1977年（昭和52年） | 2,601    | -        | -        | -                | [ 大阪府 12 ] | -            |
| 1978年（昭和53年） | 2,357    | -        | -        | -                | [ 大阪府 13 ] | -            |
| 1979年（昭和54年） | 2,465    | -        | -        | -                | [ 大阪府 14 ] | -            |
| 1980年（昭和55年） | 2,163    | -        | -        | -                | [ 大阪府 15 ] | -            |
| 1981年（昭和56年） | 2,159    | -        | -        | -                | [ 大阪府 16 ] | -            |
| 1982年（昭和57年） | 2,028    | 2,124    | 4,152    | -                | [ 大阪府 17 ] | -            |
| 1983年（昭和58年） | 2,050    | 2,034    | 4,084    | -                | [ 大阪府 18 ] | -            |
| 1984年（昭和59年） | 2,085    | 2,322    | 4,407    | -                | [ 大阪府 19 ] | -            |
| 1985年（昭和60年） | 2,118    | 2,046    | 4,164    | -                | [ 大阪府 20 ] | -            |
| 1986年（昭和61年） | 2,173    | 2,220    | 4,393    | -                | [ 大阪府 21 ] | -            |
| 1987年（昭和62年） | 2,145    | 2,232    | 4,377    | -                | [ 大阪府 22 ] | -            |
| 1988年（昭和63年） | 2,098    | 2,356    | 4,454    | -                | [ 大阪府 23 ] | -            |
| 1989年（平成元年） | -        | -        | -        | -                | [ 大阪府 24 ] | -            |
| 1990年（平成02年） | 2,204    | 2,127    | 4,331    | -                | [ 大阪府 25 ] | -            |
| 1991年（平成03年） | -        | -        | -        | -                | [ 大阪府 26 ] | -            |
| 1992年（平成04年） | 2,050    | 1,953    | 4,003    | -                | [ 大阪府 27 ] | -            |
| 1993年（平成05年） | -        | -        | -        | -                | [ 大阪府 28 ] | -            |
| 1994年（平成06年） | -        | -        | -        | -                | [ 大阪府 29 ] | -            |
| 1995年（平成07年） | 1,817    | 1,685    | 3,502    | -                | [ 大阪府 30 ] | -            |
| 1996年（平成08年） | 1,807    | 1,859    | 3,666    | -                | [ 大阪府 31 ] | -            |
| 1997年（平成09年） | 1,739    | 1,826    | 3,565    | -                | [ 大阪府 32 ] | -            |
| 1998年（平成10年） | 1,723    | 1,907    | 3,630    | -                | [ 大阪府 33 ] | -            |
| 1999年（平成11年） | -        | -        | -        | -                | [ 大阪府 34 ] | -            |
| 2000年（平成12年） | 1,769    | 1,914    | 3,683    | -                | [ 大阪府 35 ] | -            |
| 2001年（平成13年） | 1,934    | 2,091    | 4,025    | 2,026            | [ 大阪府 36 ] | [ 大阪市 1 ] |
| 2002年（平成14年） | 1,754    | 1,873    | 3,627    | 2,101            | [ 大阪府 37 ] | [ 大阪市 1 ] |
| 2003年（平成15年） | 1,835    | 1,938    | 3,773    | 2,073            | [ 大阪府 38 ] | [ 大阪市 1 ] |
| 2004年（平成16年） | 1,292    | 1,958    | 3,250    | 2,032            | [ 大阪府 39 ] | [ 大阪市 1 ] |
| 2005年（平成17年） | 1,615    | 1,746    | 3,361    | 1,472            | [ 大阪府 40 ] | [ 大阪市 1 ] |
| 2006年（平成18年） | 1,644    | 1,827    | 3,471    | 1,766            | [ 大阪府 41 ] | [ 大阪市 1 ] |
| 2007年（平成19年） | 1,642    | 1,784    | 3,426    | 1,882            | [ 大阪府 42 ] | [ 大阪市 1 ] |
| 2008年（平成20年） | 1,638    | 1,879    | 3,517    | 1,904            | [ 大阪府 43 ] | [ 大阪市 1 ] |
| 2009年（平成21年） | 1,565    | 1,849    | 3,414    | 1,776            | [ 大阪府 44 ] | [ 大阪市 1 ] |
| 2010年（平成22年） | 1,437    | 1,847    | 3,284    | 1,718            | [ 大阪府 45 ] | [ 大阪市 1 ] |
| 2011年（平成23年） | 1,296    | 1,651    | 2,947    | 1,689            | [ 大阪府 46 ] | [ 大阪市 1 ] |
| 2012年（平成24年） | 1,921    | 2,571    | 4,492    | 1,458            | [ 大阪府 47 ] | [ 大阪市 1 ] |
| 2013年（平成25年） | 1,807    | 2,502    | 4,309    | 2,175            | [ 大阪府 48 ] | [ 大阪市 1 ] |
| 2014年（平成26年） | 1,856    | 2,605    | 4,461    | 2,059            | [ 大阪府 49 ] | [ 大阪市 1 ] |
| 2015年（平成27年） | 1,849    | 2,713    | 4,562    | 2,160            | [ 大阪府 50 ] | [ 大阪市 1 ] |
| 2016年（平成28年） | 1,764    | 2,602    | 4,366    | 2,090            | [ 大阪府 51 ] | [ 大阪市 1 ] |
| 2017年（平成29年） | 1,819    | 2,713    | 4,532    | 2,009            | [ 大阪府 52 ] | [ 大阪市 1 ] |
| 2018年（平成30年） | 1,638    | 2,787    | 4,425    | 2,080            | [ 大阪府 53 ] | [ 大阪市 1 ] |
| 2019年（令和元年） | 2,593    | 2,752    | 5,345    | 1,863            | [ 大阪府 54 ] | [ 大阪市 2 ] |
| 2020年（令和02年） | 2,277    | 2,336    | 4,613    | 1,223            | [ 大阪府 55 ] | [ 大阪市 3 ] |
| 2021年（令和03年） | 2,391    | 2,444    | 4,835    | 1,238            | [ 大阪府 56 ] | [ 大阪市 4 ] |
| 2022年（令和04年） | 2,386    | 2,421    | 4,807    | 1,342            | [ 大阪府 57 ] | [ 大阪市 5 ] |
| 2023年（令和05年） | 2,476    | 2,551    | 5,027    | 1,302            | [ 大阪府 58 ] | [ 大阪市 6 ] |

#### 10月中の平均乗降人員
「大阪府統計年鑑」では1964年度および1965年度については10月中の平均乗車人員が記載されている。
| 年度               | 乗車人員 | 出典          |
| ------------------ | -------- | ------------- |
| 1964年（昭和39年） | 4,141    | [ 大阪府 59 ] |
| 1965年（昭和40年） | 4,202    | [ 大阪府 60 ] |

## 駅周辺
住宅地ではあるが、駅前商店街等はない。
- 阪急京都線 崇禅寺駅（徒歩約5分）
- 大阪市水道局 柴島浄水場
- 淀川キリスト教病院
- 柴島城
- 柴島神社
- 善教寺
- 法華寺
- 摂津柴島城址（細川・稲葉氏居城址）
- 淀川大堰
- 東淀川柴島郵便局
- 大阪府立柴島高等学校
- 大阪市立柴島中学校
- 淀川ゴルフクラブ
- 大阪シティバス11号系統「柴島駅淀川キリスト教病院前」停留所

## 阪急京都線・千里線連続立体交差事業
阪急京都本線3.3km（崇禅寺駅付近 - 上新庄駅付近）と阪急千里線3.8km（柴島駅付近 - 吹田駅付近）を高架化し、淡路駅における京都線と千里線の平面交差を解消して17か所の踏切を除去する事業。事業主体は大阪市で、2008年（平成20年）9月から工事に着手している。2028年度末に高架切替予定。
新しい柴島駅の駅舎は2階建で、2025年（令和7年）現在の駅より若干西側に移動する。駅の構造は、1階が改札やコンコース、2階がホームとなる予定。

## その他
大阪市営地下鉄（当時）が2004年（平成16年）7月1日に駅番号を導入した際、天神橋筋六丁目駅の駅名標には柴島駅にK10の駅番号が表示されていた。しかしながら、大阪市営地下鉄の路線図にも、当駅の駅名標にもこの駅番号は明記されず、天神橋筋六丁目駅からも柴島駅の駅番号は消滅した。その後、2013年（平成25年）12月21日に阪急でも駅番号が導入され、当駅の駅番号はHK-87となった。

## 隣の駅
戦前、当駅と天神橋筋六丁目駅（当時天神橋駅）との間には長柄駅が存在したが、1944年（昭和19年）2月1日に廃止され、その後駅ホームも空襲で焼失したため、戦後に復活することはなかった。
阪急電鉄
■千里線
■準急（堺筋準急）
通過
■普通
天神橋筋六丁目駅 (K11) - 柴島駅 (HK-87) - 淡路駅 (HK-63)
- 括弧内は駅番号を示す。

### 記事本文